# 말리 요리

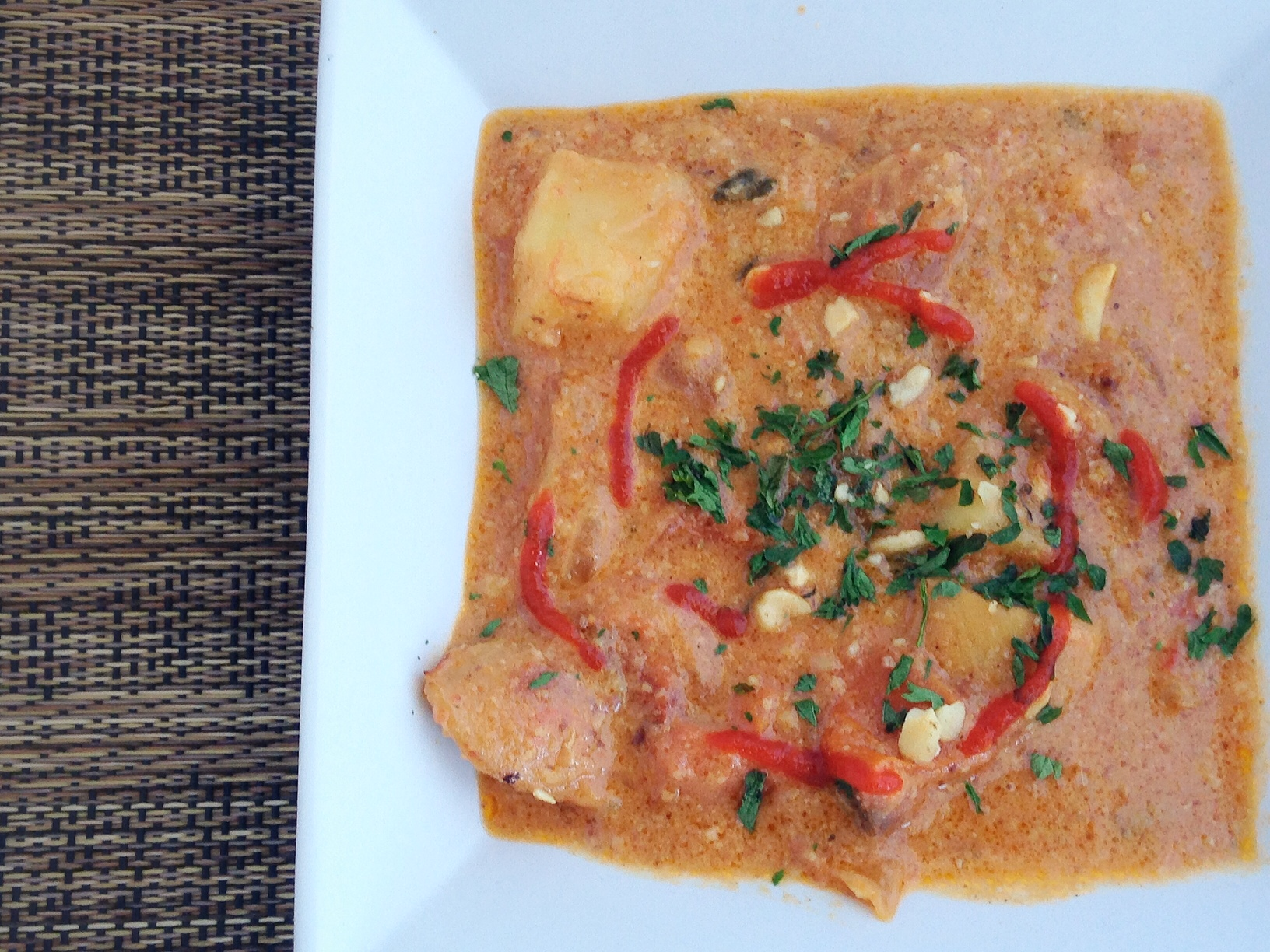
티가데게나

말리 요리(Mali 料理, 프랑스어: cuisine malienne 퀴진 말리엔[*])는 서아프리카에 있는 말리의 요리이다. 곡물을 기반으로 하는 음식 문화인 말리의 주요 음식으로 쌀과 서곡을 포함한다. 곡물은 일반적으로 고구마 또는 바오밥과 같은 식용 잎으로 만든 토마토 땅콩 소스로 준비된다. 음식에는 구운 고기 조각 (일반적으로 닭고기, 양고기, 소고기 또는 염소고기)가 동반될수 있다.

## 사진

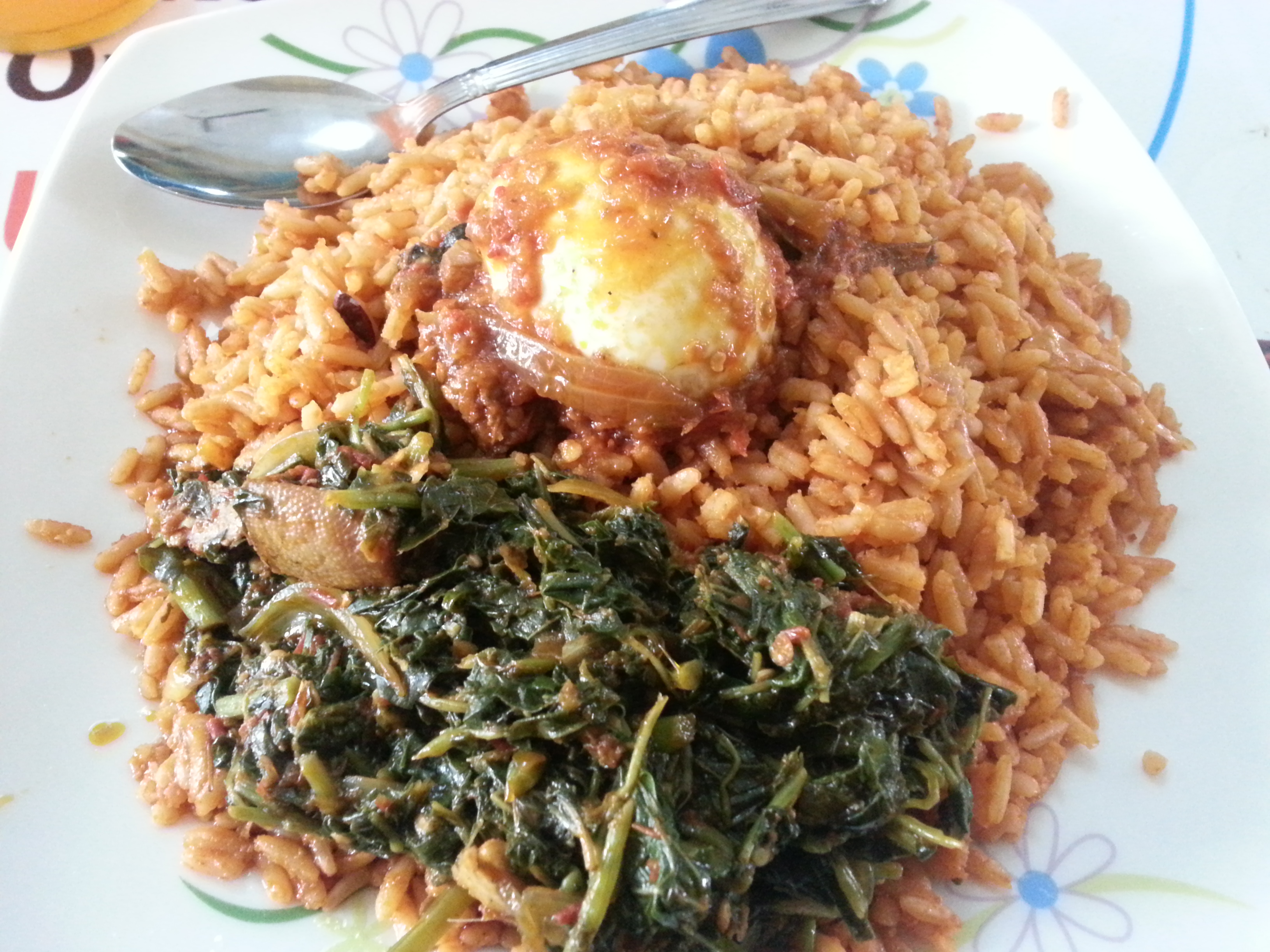
졸로프 라이스
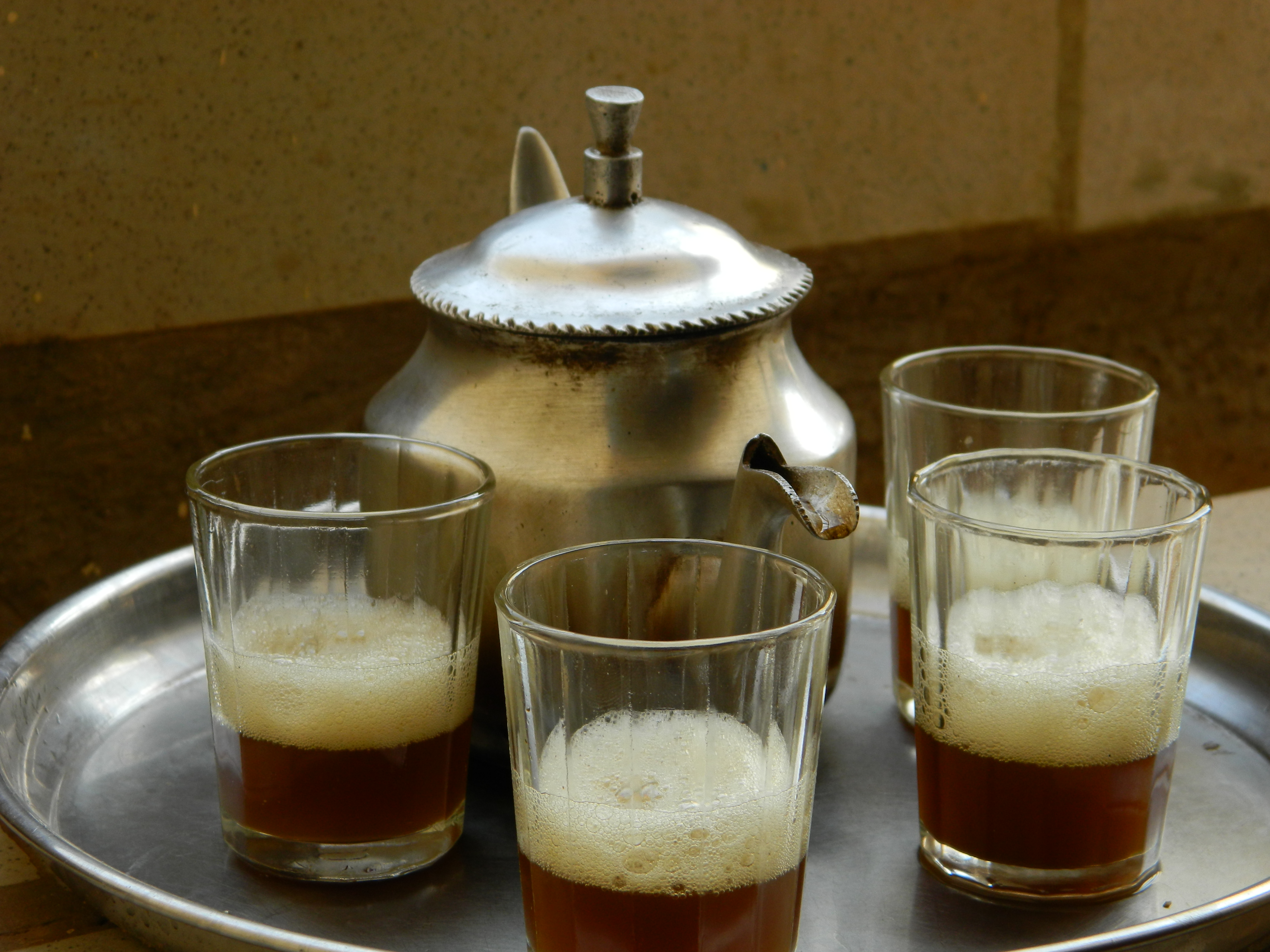
말리의 차
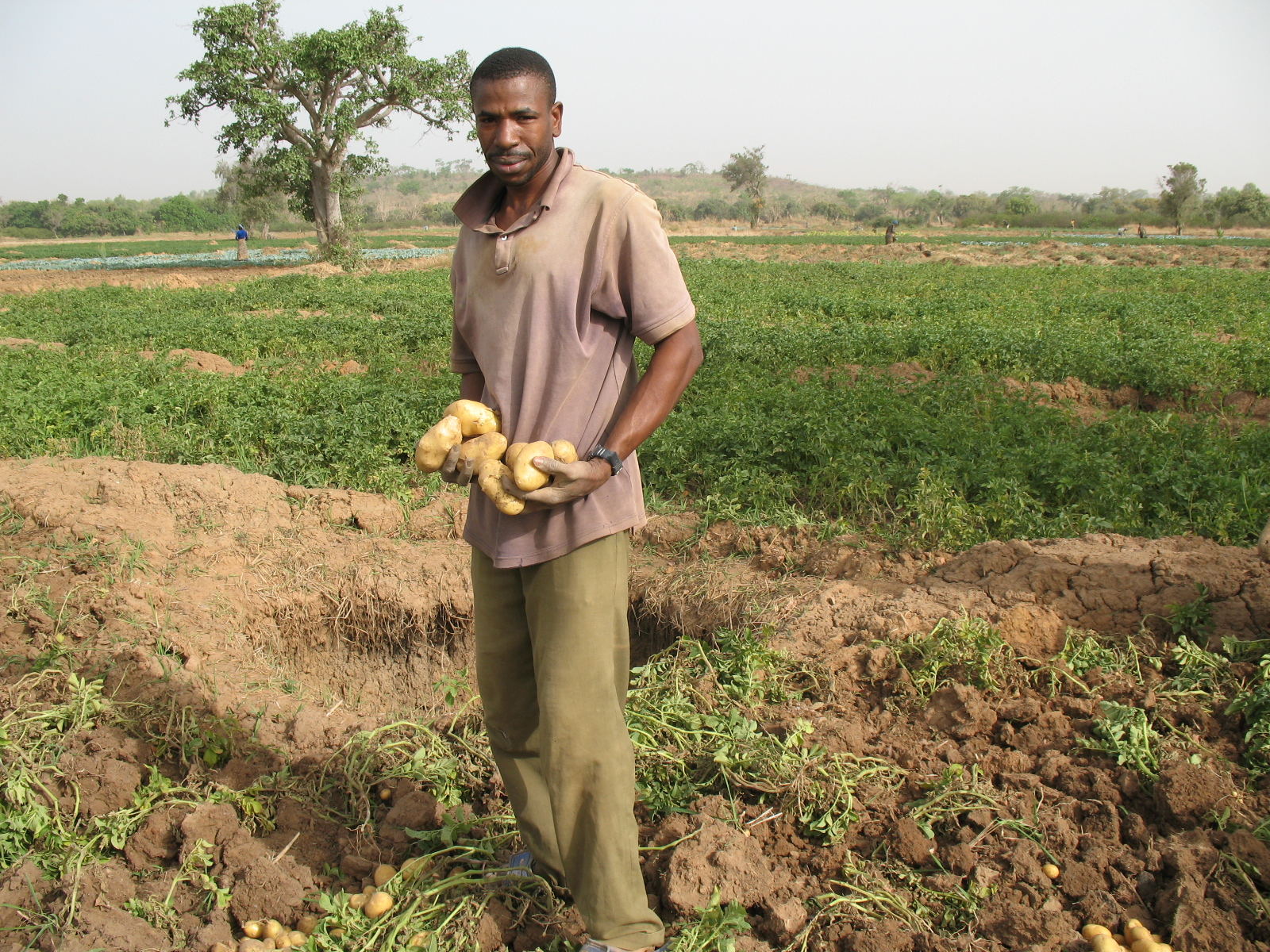
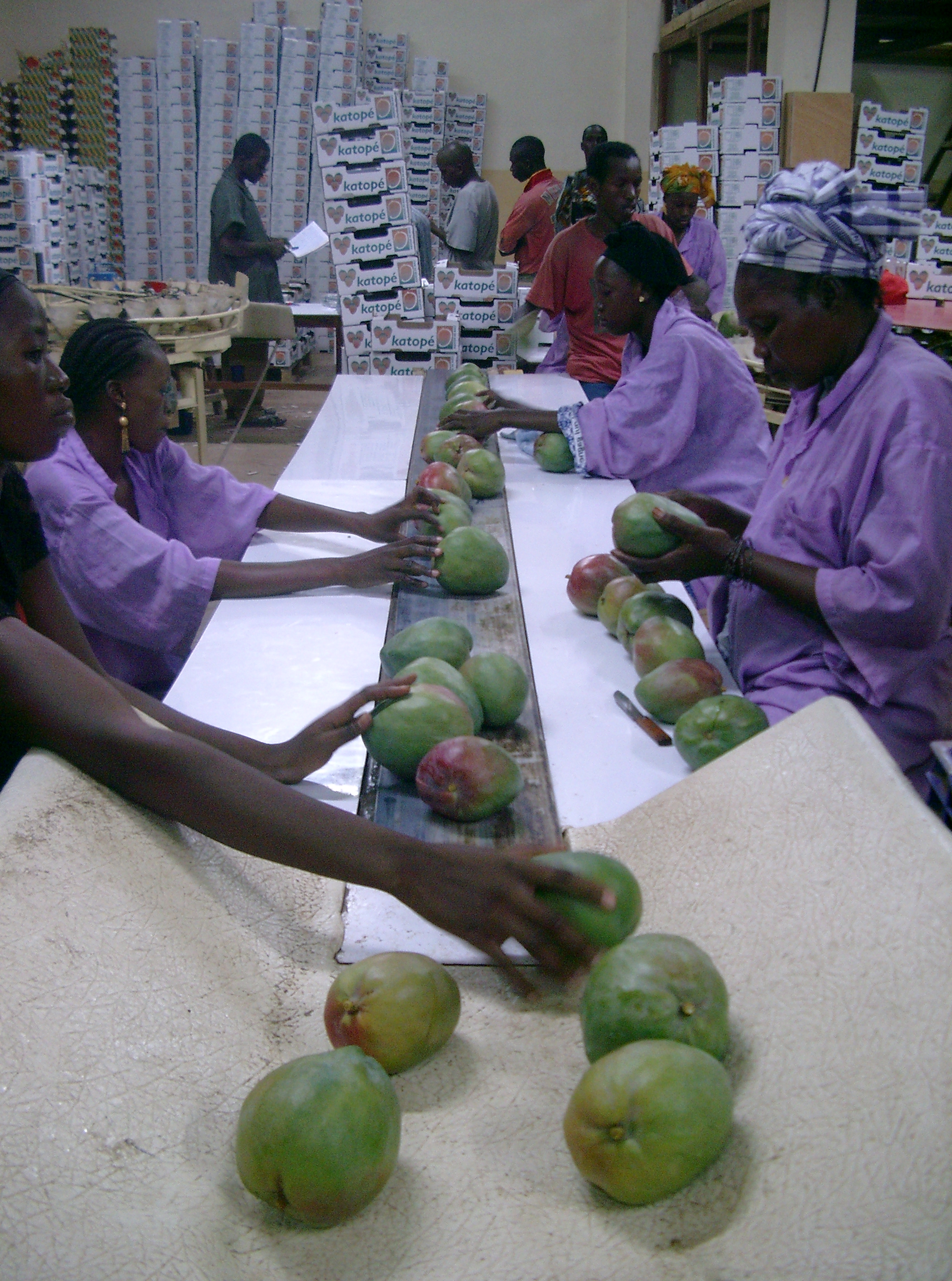

## 같이 보기
- 서아프리카 요리